# Rossen Milanov
Rossen Milanov (in bulgaro Росен Миланов?; Sofia, 1965) è un direttore d'orchestra bulgaro.
È direttore musicale della Princeton Symphony Orchestra e della Symphony in C del New Jersey. È anche direttore principale dell'Orquesta Sinfonica del Principado de Asturias, in Spagna ed ex direttore musicale della Nuova Orchestra Sinfonica della Bulgaria. È direttore musicale della Columbus Symphony Orchestra e della Chautauqua Symphony Orchestra.

## Biografia

### Primi anni
Milanov nacque a Sofia, in Bulgaria. Studiò oboe e direzione orchestrale presso l'Accademia nazionale di musica bulgara e conseguì il master in esecuzione di oboe presso la Duquesne University. Studiò direzione d'orchestra al Curtis Institute of Music e alla Juilliard School, dove ricevette la borsa di studio Bruno Walter Memorial.

### Carriera nella direzione
Dal 1994 al 1999 Milanov è stato direttore dell'Orchestra pre-college della Juilliard School. Ha lavorato come direttore musicale della Chicago Youth Symphony Orchestra dal 1997 al 2001. Ha trascorso più di 11 anni con l'Orchestra di Filadelfia, prima come assistente direttore dal 2000 al 2003, poi come direttore associato dal 2003-2011, e infine come direttore artistico della residenza estiva del gruppo al Mann Center for the Performing Arts dal 2006 -2010. Milanov è stato direttore principale dell'Orchestra sinfonica della National Radio Symphony Orchestra bulgara dal 2003 al 2008.
Nel settembre 2014 Rossen Milanov fu nominato nuovo direttore musicale della Columbus Symphony Orchestra, con efficacia dalla stagione 2015-16 e con un contratto di quattro anni. Il mese successivo la Chautauqua Symphony Orchestra della Istituzione di Chautauqua nominò Milanov suo direttore musicale a partire dall'estate 2015.

### Premi
Nel 2005 Milanov fu nominato Musicista dell'Anno in Bulgaria. Ricevette il Premio del Ministero bulgaro per il contributo straordinario alla cultura bulgara e il premio ASCAP 2011 per la sua programmazione con la Princeton Symphony Orchestra.

### Collaboratori ed apparizioni
Milanov ha collaborato con Yo-Yo Ma, Itzhak Perlman, Joshua Bell, Midori e Christian Tetzlaff. Ha diretto le anteprime dei lavori di Richard Danielpour, Gabriel Prokofiev e Nicholas Maw, ma anche di compositori emergenti tramite il Concorso annuale per i Giovani della Symphony in C.
È apparso con gruppi come la Milwaukee Symphony Orchestra, il Grant Park Music Festival, la Saint Paul Chamber Orchestra, la Baltimore Symphony Orchestra, l'Orchestra of St. Luke's, la BBC Symphony Orchestra, la Royal Scottish National Orchestra, la Scottish Chamber Orchestra, l'Orchestre de la Suisse Romande, l'Orchestra filarmonica di Rotterdam, la Residentie Orkest, l'Orquesta Nacional de México, la NHK Symphony Orchestra, la Seoul Philharmonic Orchestra, l'Hong Kong Philharmonic Orchestra, l'Orquesta Sinfónica Nacional de Colombia e la New Zealand Symphony Orchestra.
Milanov lavora anche come direttore di balletto ed ha collaborato con i coreografi Mats Ek alla Opernhaus Zürich ed al Balletto reale svedese di Stoccolma, con Sabrina Matthews e Nils Christe al Balletto Reale di Stoccolma, con Benjamin Millepied ed Andonis Foniadakis alla Geneva Opera e con Jorma Elo a Filadelfia.

### Esperienza con l'opera e il canto
Milanov ha collaborato con compagnie operistiche come la Komische Oper Berlin, in Lady Macbeth di Mtsensk di Šostakovič, l'Orchestra di Filadelfia, ne La bohème di Puccini e The Curtis Opera Theatre, in una registrazione della Postcard from Morocco di Dominick Argento per Albany Records.

### Educazione musicale
Milanov è direttore musicale dell'orchestra di formazione Symphony in C e della New Symphony Orchestra nella sua città natale, Sofia, Bulgaria. Appare regolarmente alla Carnegie Hall per Link Up, un programma del Weill Music Institute.

### Registrazioni
Milanov ha registrato la Sinfonia n. 15 di Šostakovič, la Sinfonia n. 1 di Brahms e la Sinfonia Concertante di Joseph Jongen con l'Orchestra di Filadelfia, pubblicato come ''A Grand Celebration'' sull'etichetta Gothic nel 2008. Il suo lavoro con il compositore russo Alla Pavlova con l'Orchestra Filarmonica di Mosca fu pubblicato su Naxos Records nel 2006. Ha recentemente pubblicato una registrazione di Petrushka di Stravinsky e de Il cappello a tre punte di Manuel de Falla con l'Orquesta Sinfonica del Principado de Asturias su Classic Concert Records.